# Septalna ablacija alkoholom
Septalna ablacija alkoholom (SAA) ili alkoholna ablacija  metoda je u kardiologiji tokom koje se u septalnoj grani leve srčane (koronarne) arterije izaziva infarkt međukomirske (interventrikularne) pregrade (septuma) i time smanjenja opstrukcije izlaznog trakta leve srčane komore.
Septalna ablacija alkoholom perkutana je minimalno invazivna procedura koju izvodi interventni kardiolog da bi ublažio simptome i poboljšao funkcionalni status kod pacijenata sa teškim simptomima hipertrofične kardiomiopatije (HKM) koji ispunjavaju stroge kliničke, anatomske i fiziološke kriterijume selekcije. Kod pažljivo odabranih pacijenata, kada SAA izvodi iskusan interventni kardiolog, postupak je uspešan u ublažavanju simptoma kod preko 90% pacijenata.

## Opšte informacije
Hipertrofična kardiomiopatija (HKM) se manifestuje prisustvom povećanja debljine zida leve komore (ventrikula) sa abnormalnim uslovima punjenja krvlju srčanih komora. Hipertrofična kardiomiopatija nenormalno raste u odsustvu patofiziološkog uzroka kao što je hipertenzija (visok krvni pritisak) ili bolest aortnog zalistka. U velikoj podgrupi pacijenata sa hipertrofičnom opstruktivnom kardiomiopatijom, zadebljanje srčanog mišića u određenom delu interventrikularnog septuma uzrokuje opstrukciju krvi koja se izbaci iz leve komore.
Prevalenca HKM u odraslih je 0.02%–0.23%. Prevalenca HKM u dece je nepoznata, ali je godišnja incidenca približno 0,3 do 0,5 na 100.000 (oko 0,005–0,07%). Većina studija pokazuje nešto veći broj obolelih muškaraca, a prevalenca HKM u različitim rasnim grupama je slična.

## Indikacije
Cilj lečenja hipertrofične kardiomiopatije je da se ublaže ili otklone simptomi i spreči naprasna srčana smrt kod onih pacijenata sa visokim rizikom. Kada pored konzervativnih postupaka u terapiji simptomi bolesti perzistiraju a gradijent pritiska pri mirovanju iznosi više od 50 mmHg, pristupa se hirurškom  lečenju septalna ablacija alkoholom  ili septalnom miektomijom sa sličnim rezultatima.

## Metoda
Septalna ablacija alkoholom je tehnika kateterizacije srca dizajnirana da smanji opstrukciju krvi koja se izbacuje iz srca. Tehnika stvara mali kontrolisani infarkt miokarda, ubijajući deo srčanog mišića koji je odgovoran za opstrukciju, i na kraju dovodi do toga da taj deo fibrozira i postane manje debeo.
Pre intrakoronarne injekcije alkohola,  mora se obezbediti odsustvo zamućenja u bilo kojoj regiji miokarda udaljenoj od bazalnog septuma (neciljna mesta). Ako septalna grana snabdeva druge teritorije (kao što je slobodni zid ili vrh leve komore, slobodni zid desne komore ili papilarni mišić), treba izabrati drugu granu perforatora septuma i ponoviti injekciju ehokardiografskog kontrastnog sredstva sa novim ciljnim krvnim sudom.  Ako se i tada ne pronađe odgovarajuća septalna grana, ovaj postupak treba napustiti.
Septalna ablacija alkoholom se izvodi u laboratoriji za kateterizaciju srca, a treba da je obavljaju samo interventni kardiolozi sa posebnom obukom i velikim iskustvom za proceduru, i zato je dostupna u samo u nekoliko institucija na globalnom nivou.
Tehnika je slična koronarnoj angioplastici jer koristi sličnu opremu. Koristeći žice i balone za lokalizaciju septalne arterije koja hrani bolesni mišić pod fluoroskopskim (rendgenskim) i ehokardiografskim (ultrazvučnim) navođenjem, mala količina čistog alkohola se unosi u arteriju da bi se proizveo mali srčani udar. 
Tokom intervencije pacijenti obično osećaju blagu nelagodnost u grudima tokom procedure, za koju je potrebno oko 60 do 90 minuta. Analgetici i blagi sedativi se daju po potrebi. 
Nakon intervencije pacijenti se obično zadržavaju u bolnici tri do četiri dana kako bi se pratile eventualne komplikacije, uključujući i potrebu za stalnim pejsmejkerom u 5-10%.  

## Prognoza
Nakon ovog postupku moguće su komplikacije koje uključuju poremećaje srčanog sprovođenja. Metaanaliza je pokazala da ova metoda poboljšava funkcionalni status bolesnika sa HKM.
U metaanalizi Liebregts i saradnici su pokazali da je dugogodišnji mortalitet (tokom prosečnog praćenja od 6 godina)  bio sličan među bolesnicima lečenim alkoholnom ablacijom i onih lečenih septalnom miektomijom.
Olakšanje opstrukcije se odmah primećuje kod većine odgovarajuće odabranih pacijenata. Klinički uspeh se definiše kao smanjenje vršnog gradijenta za 50% ili više preko izlaznog trakta, predviđajući nastavak poboljšanja gradijenta i remodeliranja srca u naredne 1 do 2 godine. Preko 90% pacijenata doživi uspešnu proceduru, sa poboljšanjem gradijenta izlaznog trakta i mitralne regurgitacije.[potrebna medicinska citacija] Pacijenti obično prijavljuju progresivno smanjenje simptoma, uključujući poboljšanu otežano disanje, vrtoglavicu i bol u grudima. Serijski ehokardiogrami se rutinski dobijaju da bi se pratilo remodeliranje srca tokom vremena i dokumentovalo smanjenje gradijenta izlaznog trakta.[potreban je citat] Iako ablacija septuma alkoholom poboljšava simptome povezane sa HCM, ona ne smanjuje rizik od iznenadne srčane smrti zbog teoretskog rizika od aritmogenih ožiljaka. 
U poređenju sa hirurškom miektomijom, slični ishodi su zabeleženi za otprilike 10 godina. Međutim, prospektivno, randomizovano ispitivanje nije sprovedeno. Uprkos početnim zabrinutostima u vezi sa dugoročnim aritmijskim potencijalom nakon ablacije septuma alkoholom, čini se da rizik nije gori nego kod hirurške miektomije. Važno je napomenuti da pacijenti koji ne reaguju na ablaciju septuma alkoholom mogu i dalje biti kandidati za hiruršku miektomiju, i obrnuto.  
Kojim pacijentima će najbolje pomoći hirurška miektomija, ablacija septuma alkoholom ili medicinska terapija važna je tema i oblast o kojoj se intenzivno raspravlja u medicinskim naučnim krugovima. 

## Napomene
1. ↑  Iskusni centri za ovu metodu smatraju se centri velikog obima, definisani kao centar koji je uradio više od 50 procedura, ili operater koji je uradio više od 20 procedura.

## Spoljašnje veze
|  | Molimo Vas, obratite pažnju na važno upozorenje u vezi sa temama iz oblasti medicine (zdravlja). |